# فرانك لينتيني
فرانشيسكو لينتيني (من مواليد 18 مايو 1889 بروسوليني، مقاطعة سرقوسة في جنوب شرق جزيرة صقلية وتوفي يوم 22 سبتمبر 1966 في جاكسونفيل (فلوريدا)، الولايات المتحدة)، هو رجل إستعراض إيطالي. ينتمي لعائلة من اثني عشر طفلا (سبع أخوات وخمسة إخوة). ٱشتهر بأرجله الثلاث وأربعة أقدام وعضوين تناسليين